# Haplogrupp Q-M242
Haplogrupp Q-M242 (Y-DNA) är en haplogrupp på Y-kromosomen med spridning i Eurasien, i Nord- och Sydamerika övriga haplogrupper är av intresse för populationsgenetiska studier.
Haplogrupp Q tros ha uppstått i södra Asien för omkring 25.000 år sedan genom en mutation inom haplogruppen P. Den har därefter delat sig i två huvudlinjer, Q1a (L472) och Q1b (L275). 
Q1b återfinns främst i Indien och Mellanöstern. Q1b1a (L245) återfinns i Mellanöstern, en undergrupp Q-Y2200 är vanlig bland ashkenazer och undergruppen Q1b1a1 (L272.1) återfinns på Sicilien och tros ha spridits dit av Fenicier.
Q1a tycks ha spridits norrut i Asien, och förekommer främst i Norra Eurasien. De första invandrarna till den amerikanska kontinenten tillhörde troligen haplogrupp Q, en skelett från cloviskulturen har konstaterats tillhöra haplogrupp Q1a2a1 (L54). En majoritet av Amerikas indianer idag tillhör undergruppen Q1a2a1a1 (M3). Q förekommer även i Europa. I Östeuropa förekommer varianten Q1a1b1 (L712) som tros ha spridits med hunnernas invasion.
I Skandinavien förekommer två varianter: Q1a2a1a2 (L804) och Q1a2b1 (L527). L804 förekommer främst i Norge men även på Island, i Danmark, Bretagne och på Brittiska öarna. L527 är vanligast i Västsverige men förekommer även i Danmark och Norge. Intressant nog är de båda grenarna inte närmare besläktade - L804 är närmare besläktad med Nordamerikas indianer än med L527. Troligen har de inkommit till Skandinavien vid två olika tidpunkter, oklart när men troligen under senneolitikum eller bronsålder. 